# Démétrios Kydones
Démétrios Kydones (ou Cydonès, en grec Δημήτριος Κυδώνης) est un théologien, traducteur, écrivain et homme d'État byzantin, né à Thessalonique vers 1320-1325 et mort en Crète pendant l'hiver 1397/98.

## Biographie
Il appartenait à une grande famille de Thessalonique, et son père occupa de très importantes fonctions au palais impérial sous le gouvernement d'Andronic III et de son grand domestique Jean Cantacuzène. Ce père mourut au retour d'une mission diplomatique en Russie avant le déclenchement de la guerre civile entre Cantacuzène et Alexis Apokaukos en octobre 1341. Fidèle du premier, Démétrios Kydones vit ses biens confisqués et dut fuir Thessalonique quand le parti des « zélotes » se souleva et s'empara de cette ville pendant l'été 1345. Sa mère, ses frères et ses deux sœurs étant restés sur place, il devait perdre ces dernières pendant la peste qui ravagea Constantinople en 1361 (voir sa lettre 110 Loenertz). Le 3 février 1347, Jean Cantacuzène s'empara de Constantinople et s'y fit couronner empereur en mai par le nouveau patriarche Isidore Boucharis. Kydones fut récompensé de sa fidélité par le titre de « mésazôn », c'est-à-dire principal ministre. 
C'est dans cette fonction qu'il apprit le latin auprès d'un dominicain du couvent de Péra, pour ne plus dépendre de truchements peu sûrs. Le religieux, installé auprès de lui au palais impérial, lui fournit comme livre d'exercices la Somme contre les Gentils de Thomas d'Aquin, que Kydones découvrit avec enthousiasme et qu'il se mit à traduire en grec, abandonnant les préjugés de ses compatriotes sur l'inculture crasse des Occidentaux. La publication du premier livre de la traduction mit aussitôt le thomisme et la langue latine à la mode à la cour impériale: l'empereur voulut le transcrire de sa propre main. La traduction de la Somme fut achevée le 24 décembre 1354 à 3 heures de l'après-midi. Mais d'autre part, Kydones ne partageait pas du tout la sympathie de Cantacuzène pour Grégoire Palamas et les hésychastes, question d'autant plus sensible pour lui que Palamas avait été nommé métropolite de Thessalonique en mai 1347 (il ne s'y installa qu'en 1350 du fait de la domination dans cette ville des « zélotes » anti-Cantacuzène).
Kydones fit au cours de ces années plusieurs voyages diplomatiques, dont un à Venise en 1354, sa première découverte de l'Italie. Mais dès que Jean Cantacuzène fut renversé par Jean V Paléologue, le 22 novembre 1354, Kydones perdit sa fonction de « mésazôn », et en décembre il se retira au monastère Saint-Georges-des-Manganes avec l'empereur déchu (et Nicolas Cabasilas). Il y resta peu de temps et repartit pour l'Italie; il séjourna notamment à Milan (où il traduisit en grec la Messe de Noël de saint Ambroise). C'est vers cette époque qu'il se rallia définitivement au catholicisme; il poursuivit ses traductions d'auteurs latins avec notamment des textes de saint Augustin (les Soliloquia et le Liber Sententiarum, recueil d'extraits sélectionnés par Prosper d'Aquitaine), de saint Thomas (la Somme théologique en collaboration avec son frère Prochoros, et le De rationibus fidei contra Sarracenos, Graecos et Armenos), mais aussi de Fulgence de Ruspe, d'Anselme de Cantorbéry (le De processione Spiritus Sancti et l'Epistula de sacrificio azymi et fermentati), de Pierre de Poitiers et du dominicain Ricoldo da Monte Croce (le Contra legem Sarracenorum). Son frère cadet Prochoros, moine au mont Athos, avait aussi appris le latin, réalisait aussi des traductions, et argumentait contre l'hésychasme, ce qui le conduisit à être condamné par le synode patriarcal de Constantinople en avril 1368. 
A une date incertaine entre 1356 et 1369 (en 1364 selon Nicol), Kydones fut rappelé au palais impérial par Jean V et renommé « mésazôn ». Il accompagna l'empereur à Rome en 1369, et assista au ralliement du souverain lui-même au catholicisme romain, destiné à obtenir une aide occidentale contre les Turcs. Mais sur le chemin du retour, Jean V et sa suite furent retenus un temps prisonniers à Venise sur l'intervention des créanciers de l'État byzantin. Après le retour à Constantinople (octobre 1371), comme aucune aide occidentale ne venait, l'empereur changea de politique et Kydones perdit son crédit. Pendant l'usurpation d'Andronic IV de 1376 à 1379, Kydones quitta le palais et se retira à Thessalonique.
Après la restauration de Jean V en 1379, il revint au palais et se vit confier différentes missions diplomatiques. Mais ses relations avec l'empereur devinrent tendues: d'une part on lui reprochait de plus en plus son catholicisme; d'autre part il fut mêlé au conflit de Jean V avec son fils Manuel, étant plutôt proche affectivement de ce dernier. Finalement il dut quitter à nouveau le palais vers 1383.
Il fit un voyage à Venise en 1390 en compagnie de Manuel Chrysoloras, et s'y vit concéder la citoyenneté le 20 janvier 1391. Le 16 février suivant mourait l'empereur Jean V, à qui succéda son fils Manuel II, l'« empereur-philosophe » auquel Kydones avait toujours été attaché. Celui-ci recouvra sa situation à la cour, et leur importante correspondance montre en quelle grande estime Manuel le tenait. À l'automne 1396, Kydones quitta une dernière fois Constantinople pour se rendre à Venise, à nouveau en compagnie de Manuel Chrysoloras. Il mourut un an après en Crète.

## Œuvre
Karl Krumbacher appelle Démétrios Kydones « le plus grand essayiste de l'époque des Paléologues ». C'est un humaniste accompli dont le grec est très pur. Il cite principalement parmi ses maîtres: Nil Cabasilas (oncle maternel de Nicolas Cabasilas, et qui était métropolite de Thessalonique à sa mort en 1363) et Isidore Boucharis (également originaire de Thessalonique, patriarche de Constantinople de 1347 à 1350); tous deux, contrairement à Kydones, furent d'ailleurs des partisans de Grégoire Palamas.
Il est l'auteur de six textes rhétoriques et polémiques appelés Apologies, écrits à différents moments de sa vie: trois pour lui-même et trois pour son frère Prochoros, attaqué par les palamites et déféré en 1368 devant le Synode patriarcal. La première Apologie pour lui-même, la plus longue, est souvent appelée son Autobiographie; elle a été composée peu après 1363. Il faut y ajouter notamment deux Discours à Jean Cantacuzène et un autre à Jean V; une Monodie pour les victimes des zélotes à Thessalonique en 1345; deux discours d'exhortation (Συμβουλευτικοί) aux Byzantins à s'unir aux Latins contre les Turcs (Exhortation aux Romains datant de l'époque du voyage de Jean V en Italie; Second discours en forme de conseil, à propos de Gallipoli, composé en 1377, au moment où Andronic IV accepta de céder Gallipoli au sultan Murad Ier en échange de la paix); quatre Préfaces de Chrysobulles, genre rhétorique pratiqué par les responsables politiques byzantins. Sa Correspondance comprend 447 lettres.
Autrement, en philosophie morale, on conserve de lui un Traité du mépris de la mort (λόγος ὅπως ἄλογον τὸ τοῦ θανάτου δέος ἀποδεικνύων), et dans le domaine religieux, on peut citer: une Défense de Thomas d'Aquin contre Nil Cabasilas; des traités Sur la procession du Saint-Esprit et Sur l'autorité des Pères latins; un Discours sur l'Annonciation.